# Rhizocarpon furax
Rhizocarpon furax är en lavart som beskrevs av Poelt & V. Wirth. Rhizocarpon furax ingår i släktet Rhizocarpon och familjen Rhizocarpaceae.   Inga underarter finns listade i Catalogue of Life.